# Dmitry Mirimanoff
Dmitry Mirimanoff, deutsche Transkription Dmitri Semjonowitsch Mirimanow, russisch Дми́трий Семёнович Мирима́нов, (* 13. September 1861 in Pereslawl-Salesski; † 5. Januar 1945 in Genf) war ein aus Russland stammender Schweizer Mathematiker.
Mirimanoff war seit 1897 Mitglied der Moskauer Mathematischen Gesellschaft. Er heiratete 1897 in Genf die Französin Genevieve Adriansen, die er um 1885 in Nizza kennenlernte. Mit ihr hatte er zwei Söhne und lebte mit ihr zunächst in Moskau, dann in Sankt Petersburg und ab 1900 in Genf, wohin er aus gesundheitlichen Gründen zog. Er studierte in Montpellier und Paris, unter anderem bei Henri Poincaré, Jean-Claude Bouquet, Émile Picard, Paul Appell und Charles Hermite. 1900 wurde er in Genf in Mathematik promoviert. 1901 bis 1914 war er Privatdozent an der Universität Genf. 1920/21 war er Chargé de Cours an der Universität Fribourg, 1922 außerordentlicher Professor für Wahrscheinlichkeitstheorie in Genf, 1922/23 Chargé de Cours an der Universität Lausanne und 1931 ordentlicher Professor an der Universität Genf. Seit seiner Emeritierung 1936 hatte er dort eine Ehrenprofessur.
Nach der Oktoberrevolution in Russland kehrte er nie wieder dorthin zurück und wurde 1926 Schweizer Staatsbürger.
Er ist für Beiträge zur Zahlentheorie bekannt, speziell im Umkreis von Fermats Vermutung. Unter anderem erweiterte er ein Kriterium von Arthur Wieferich (siehe Wieferich-Primzahl). Mirimanoff ist auch für Leistungen in der Mengenlehre bekannt, obwohl er hier nur drei Arbeiten 1917 und 1920 veröffentlichte. In ihnen erwies er sich als Vorläufer von John von Neumann in dessen Konzept der Ordinalzahl (wie auch Ernst Zermelo 1915 in unveröffentlichten Arbeiten) und benutzte eine Form des Fundierungsaxiom um den mengentheoretischen Paradoxien zu entgehen. Weitere Arbeitsgebiete von Mirimanoff waren Analysis, elementare Geometrie und Wahrscheinlichkeitstheorie.
Er war Ehrendoktor der Universität Lausanne (1937) und der Universität Lyon (1941).